# Alberto Chaíça
Alberto Francisco Cansado Chaíça (Caparica, 17 september 1973) is een Portugese langeafstandsloper. Hij nam eenmaal deel aan de Olympische Spelen, maar won hierbij geen medaille.

## Loopbaan
Chaica's beste internationale resultaat is een vierde plek op de marathon van de wereldkampioenschappen van 2003 in Parijs met een tijd van 2:13.14.
Hij nam in 2004 ook deel aan de Olympische Spelen in Athene en eindigde bij de marathon op een achtste plek. Hij werd eveneens achtste op het Europees kampioenschap marathon in Göteborg in 2006. Een jaar later was hij ook van de partij op de marathon tijdens de WK in Osaka, maar meer dan een bescheiden 22e plaats in 2:23.22 zat er voor de Portugees niet in.
Alberto Chaíça is aangesloten bij Conforlimpa.

## Titels
- Portugees kampioen 10.000 m - 2003
- Portugees kampioen marathon - 2009

## Persoonlijke records
Baan
| Onderdeel | Prestatie | Datum        | Plaats   |
| --------- | --------- | ------------ | -------- |
| 1500 m    | 3.41,68   | 1998         |          |
| 3000 m    | 7.54,43   | 7 juli 1999  | Lissabon |
| 5000 m    | 13.41,07  | 1997         |          |
| 10.000 m  | 28.06,15  | 1 april 2000 | Lissabon |

Weg
| Onderdeel      | Prestatie | Datum            | Plaats           |
| -------------- | --------- | ---------------- | ---------------- |
| 15 km          | 44.20     | 20 januari 2008  | Viana do Castelo |
| 20 km          | 58.11     | 21 januari 2001  | Almeirim         |
| halve marathon | 1:02.20   | 15 april 2000    | Milaan           |
| marathon       | 2:09.25   | 30 augustus 2003 | Parijs           |

## Palmares

### 10 km
- 2004: 8e Corrida van Houilles - 29.08

### halve marathon
- 1997: 8e halve marathon van Lissabon - 1:02.26
- 1998: 39e WK in Uster - 1:03.03
- 1999: 20e WK in Palermo - 1:03.08
- 1999:  halve marathon van Braga - 1:02.18
- 2001:  halve marathon van Portugal - 1:02.21
- 2002: 16e WK in Brussel - 1:02.29
- 2004: 4e halve marathon van Marvejols-Mende - 1:13.00

### marathon
- 2002: 14e marathon van Berlijn - 2:12.02
- 2003: 4e WK - 2:09.25
- 2004: 8e OS in Athene - 2:14.17
- 2004: 8e marathon van Seoel - 2:11.04
- 2005: 45e WK - 2:23.42
- 2006: 8e EK - 2:13.14
- 2007: 10e marathon van Fukuoka - 2:13.40
- 2007: 22e WK - 2:23.22
- 2010: 20e EK in Barcelona - 2:24.14
- 2011: 20e marathon van Amsterdam - 2:15.22

### veldlopen
- 1999: 68e WK (lange afstand) - 42.54
- 2000: 76e WK (korte afstand) - 12.15
- 2002: 97e WK (lange afstand) - 38.34